# Слейд, Джон, 1-й баронет
Сэр Джон «Блэкджек» Слейд (31 декабря 1762 — 13 августа 1859) был генералом британской армии во время Пиренейских войн. Слейда часто хвалили в официальных отчетах, в том числе Артур Уэлсли, 1-й герцог Веллингтон, который, впрочем, также иногда критиковал его в частном порядке. Слейд получил армейскую золотую медаль и трижды был удостоен благодарности парламента. Среди потомков Слейда два адмирала — его сын сэр Адольфус Слейд и внук сэр Эдмонд Слейд. Несмотря на присвоение ему высоких званий во время и после Пиренейской войны, некоторые современники и историки критиковали Слейда как не слишком способного генерала кавалерии. Историк сэр Чарльз Оман, например, писал, что Слейд был способен только следовать чётким приказам, и ему не хватало личной инициативы.

## Ранние годы и начало военной карьеры
Слейд был сыном Джона Слейда (ум. в 1801 году) из Монсел-хауса, Сомерсет, занимавшегося поставками продовольствия для флота, и его жены Шарлотты, в девичестве Портал. 11 мая 1780 года он был зачислен корнетом в 10-й драгунский полк, 28 апреля 1783 года стал лейтенантом, 24 октября 1787 года капитаном, 1 марта 1794 года майором, а 29 апреля 1795 года подполковником. 18 октября 1798 года он перевёлся в 1-й драгунский полк. В 1800 году Слейд был назначен шталмейстером князя Эрнеста Августа, герцога Камберлендского, а 29 апреля 1802 года стал армейским полковником. В июне 1804 года он был произведён в бригадиры и отказался от командования 1-м драгунским.
Согласно некоторым слухам, он «танцевал с Марией-Антуанеттой, которая подарила ему табакерку».

## Пиренейская война
В октябре 1808 года Слейд вместе с возглавляемой им гусарской бригадой был направлен в Ла-Корунью. Он возглавил 10-й гусарский полк во время успешной кавалерийской операции в Саагуне 20 декабря. Его полк прибыл слишком поздно, чтобы сыграть значительную роль в этом бою, в первую очередь потому, что перед выходом Слейд произнёс путаную и сильно затянутую речь, заканчивающуюся словами: «Кровь и побоище! Вперёд!». Слейд напрочь рассорился с Генри, лордом Пэджетом, который командовал всей кавалерией в кампании в Ла-Корунье. Пэджет никогда не пытался скрыть своё крайне невысокое мнение о Слейде, однажды назвав его «…этот чёртов глупец» (англ. that damned stupid fellow), что слышали многие находящиеся поблизости офицеры и солдаты. Слейд со своей кавалерией участвовали в тяжёлом отступлении Джона Мура и помогал при посадке кавалеристов на борт кораблей во время битве при Ла-Корунье.
В течение шести месяцев он работал в штабе в Англии, но вернулся на Пиренеи в августе 1809 года с бригадой драгунов, и прослужил ещё четыре года. Участвовал в боях при Бусаку и Фуэнтес-де-Оньоро. Слейд командовал кавалерийской дивизией в отсутствие Степлтона Коттона во время отступления Андре Массены из Португалии весной 1811 года. Веллингтон положительно отозвался о нём в своей депеше от 14 марта.
11 июня 1812 года, находясь в Эштремадуре под командованием Роланда Хилла, Слейд был разбит Франсуа Антуаном Лаллеманом в кавалерийском бою в Магилье. У каждой стороны было примерно 700 драгунов в двух полках. Поначалу британцы имели преимущество и увлеклись погоней за врагом, однако наткнулись на французский резерв. Бригада запаниковала и бежала; французы преследовали её на протяжении нескольких километров и взяли в плен более 100 человек.
Слейд бросился в погоню вместе с ведущими эскадронами, вместо того, чтобы озаботиться подкреплением, за что Веллингтон и другие обвиняли его. Веллингтон был в ярости, когда писал в частном письме:
Ничто так не раздражает меня, как поступок Слейда, и я полностью согласен с вами в необходимости расследовать его. Наши кавалерийские офицеры овладели единственным манёвром — сначала нападать на всё подряд, а затем убегать так же быстро, как они до этого наступали на врага. Они никогда не обдумывают своих действий, не задумаются о манёврах перед врагом — такое ощущение, что они умеют совершать манёвры только в парке Уимблдон-Коммон; и когда они используют своё оружие так, как оно должно быть использовано, то есть для нападения, то они никогда не обеспечивают себе резерв.
Критику со стороны главнокомандующего поддержали некоторые из его подчиненных; один кавалерийский офицер писал: «Как кавалерийский командир, он достоин сожаления. Он синоним неэффективности всей нашей армии». Другой офицер написал, в частности, прокомментировав битву при Сабугале: «[Генерал Слэйд]… не упускал ни малейшей возможности бездействовать — делая вид, что не понимает приказы, которые из-за происходящих перед ним событий были бы понятны даже для трубача, …проклятие нашему делу и позор для службы».
Утверждалось, что Слейд подорвал боевой дух своей бригады между 1811 и 1812 годами, что отчасти стало причиной разгрома в Магилье. Тот факт, что Слейд, обвинённый своими современниками в неспособности руководить, оставался командующим бригадой до середины 1813 года, приписывалось комментаторами к широко признанной неспособности Веллингтона избавляться от нежелательных старших офицеров, вместо чего он шёл на различные уловки.

## Дальнейшая карьера и почести
В мае 1813 года бригада Слэйда была передана Генри Фейну. Слейд уехал домой и проработал год в Ирландии. Официальная причина того, что Слэйд был отстранён от командования, состояла в том, что он был старше генерал-майора Генри Клинтона, которому присвоили звание генерал-лейтенанта. Слейд получил армейскую золотую медаль с одной накладкой за Ла-Корунью и Фуэнтес-де-Оньоро. 25 октября 1809 года он был произведён в генерал-майоры, 4 июня 1814 года в генерал-лейтенанты, а 10 января 1837 года в генералы. В 1831 году он стал полковником 5-го гвардейского драгунского полка; 30 сентября 1831 года он получил титул баронета, а в 1835 году королевский Гвельфский орден. Он был трижды удостоен благодарностью парламента. Джон Слейд скончался 13 августа 1859 года в своем доме в Монтис-Корт в возрасте 96 лет и был похоронен на кладбище деревни Нортон-Фицваррен, неподалёку от Тонтона в Сомерсете. На момент смерти он был «вторым самым старым из живших в тот момент военнослужащих».

## Семья
В первый раз сэр Джон 20 сентября 1792 года на Анне Элизе Доусон (умерла 24 декабря 1819 года), дочери Джеймса Доусона из Форхилла, графство Арма. У них было семь сыновей (шесть из которых вступили в армию) и две дочери:
- Шарлотта Сьюзен Слейд (20 июля 1795 — 17 ноября 1878), вышла замуж за Анри Миллие де Фаверже и де Шаль;
- Подполковник Джон Генри Слейд (8 июля 1796 — 30 октября 1843);
- Анна Элиза Слейд (6 декабря 1797 — 7 мая 1872), вышла замуж за Уэдхэма Пенруддока Уиндхэма;
- Майор Чарльз Джордж Слейд (30 сентября 1799 — 10 февраля 1839);
- Фредерик Уильям Слейд, 2-й баронет, QC (22 января 1801 — 8 августа 1863), близнец Маркуса;
- Генерал-лейтенант Маркус Джон Слейд (22 января 1801 — 7 марта 1872), близнец Фредерика;
- Адмирал сэр Адольфус Слейд KCB (22 мая 1802 — 13 ноября 1877), умер неженатым;
- Эрнест Август Слейд (30 июня 1805 — 5 марта 1868), служил на 40-м и 54-м пехотных полках в Бирме;
- Лейтенант Альфред Роберт Слейд (7 октября 1806 — 20 декабря 1829), погиб в море.

Во второй раз сэр Джон женился на Матильде Эллен Доусон, сестре его покойной жены, 17 июня 1822 года (ум. 12 сентября 1868 года). У него было ещё четыре сына и две дочери:
- Генерал-майор Герберт Доусон Слейд (27 мая 1824 — 15 июня 1900);
- Уиндхем Доусон Слейд JP DL (30 августа 1826 — 13 марта 1910, был женат за Сиселии Нив, дочери сэра Дигби Нива, 3-го баронета;
- Подполковник Уильям Хикс Слейд (9 декабря 1829 — 28 июля 1884), женился на Сесилии Луизе де Во, дочери сэра Шарля де Во;
- Преподобный Джордж Фитц Кларенс Слэйд (13 сентября 1831 — 23 декабря 1804), член Колледжа всех душ, отец адмирала сэра Эдмонда Слейда KCIE KCVO (1859—1928) и дед Мадлен Слейд и Мартина Била;
- София Луиза Слейд (14 августа 1837—1920), замужем за подполковником Адольфом Уильямом Десартом Бертоном;
- Гертруда Матильда Слейд (18 апреля 1841 — 8 мая 1919), умерла незамужней.

Баронетство унаследовал его старший выживший сын, сэр Фредерик Слейд, 2-й баронет (1801—1863), королевский адвокат и бенчер (выборный старейшина) Мидл-Темпла.

## В культуре
Национальная портретная галерея утверждает, что один из военных офортов Роберта Дигтона в «Справочной коллекции» был, «вероятно», изображением Слейда. Слейд также был персонажем ранних романов Аллана Маллинсона в серии о Мэтью Херви.